# ماساتوشي موتو
ماساتوشي موتو هو مؤلف ومحلل دبلوماسي ودبلوماسي ياباني سابق وُلد في 18 ديسمبر (كانون الأول) 1948، وقد شغل منصب السفير الياباني لدى كوريا الجنوبية منذ عام 2010 وحتى عام 2012، كما شغل منصب القنصل العام الياباني في هاواي في أوائل العقد الأول من القرن الحادي والعشرين، ثُم أصبح سفيرًا لليابان لدى الكويت في أواخر العقد الأول من القرن الحادي والعشرين.

## حياته
وُلد ماساتوشي موتو في 18 ديسمبر (كانون الأول) 1948 في حي سيتاغايا بمدينة طوكيو في اليابان، وتخرج من جامعة يوكوهاما الوطنية عام 1972، حيث درس الاقتصاد، كما درس أيضًا اللغة الكورية، ويُقال إنه يجيدها، ثم حصل في عام ١٩٧٥ على درجة الماجستير من كلية الدراسات العليا بجامعة هارفارد.

## مسيرته المهنية
تولى ماساتوشي موتو عدة حقائب دبلوماسية، ففي عام 2005 عُين مبعوثًا فوق العادة ووزيرًا مفوضًا لليابان لدى كوريا الجنوبية، ثُم عُين في عام 2007 سفيرًا لليابان لدى الكويت، وهو المنصب الذي استمر في شغله حتى عام 2010. وفي أغسطس (آب) 2010، أصبح ماساتوشي موتو سفيرًا لليابان لدى كوريا الجنوبية، ثُم استدعته الحكومة اليابانية لفترة وجيزة احتجاجًا على الزيارة التي قام بها رئيس كوريا الجنوبية في أغسطس (آب) 2012 إلى جزيرة صخور ليانكورت التي تدّعي اليابان ملكيتها، بينما تسيطر عليها كوريا الجنوبية وتديرها, عاد ماساتوشي موتو في النهاية إلى منصبه. وفي سبتمبر (أيلول) 2012 رُشِّح الدبلوماسي الياباني هيروكي بيشو ليشغل منصب السفير الياباني لدى كوريا الجنوبية خلفًا لماساتوشي موتو الذي ترك المنصب في أكتوبر (تشرين الثاني) 2012 وتقاعد عن العمل الدبلوماسي، ثُم تحول إلى العمل كمحلل وناقد دبلوماسي، ثُم اتجه للكتابة في عام 2015.

## انتقادات
أثار ماساتوشي موتو الجدل في ديسمبر (كانون الأول) 2016 بتصريحاته حول نساء المتعة الكوريات بعدما نفى وجود أي دليل على حدوث التهجير القسري لنساء المتعة من كوريا الجنوبية وإجبارهم على أفعال البغاء من الجيش الياباني خلال الحرب العالمية الثانية. وفي عام 2017، نشر ماساتوشي موتو كتابه الثالث، والذي حمل عنوان عنوان "لحسن الحظ، لم أولد كورياً"، وقد ركّز الكتاب بشكل رئيسي على انتقاد مون جاي إن بشدة بصفته رئيساً لكوريا الجنوبية، ووصفه بأنه أسوأ رئيس انتُخب في كوريا الجنوبية على الإطلاق، كما اتهمه باستخدام سياسات معادية لليابان لتعزيز شعبيته، وبأنه شعبوي موالٍ لكوريا الشمالية ومعادٍ لليابان، وزعم أن سياسات التهدئة التي ينتهجها مون جاي إن تجاه كوريا الشمالية ستشجعها على العنف، كما انتقد في الكتاب أيضاً جوانب مختلفة من كوريا الجنوبية ككل، حيث وصف الشعب الكوري بأنه يتأثر بالخطابات العاطفة لا بالمنطق، ووصف الاحتجاجات الجماهيرية الأخيرة آنذاك، والتي كانت تهدف إلى عزل الرئيسة الكورية الجنوبية بارك كون هيه، بأنها "عمل يُظهر بوضوح الوجه القبيح للكوريين الذين يتأثرون بالعاطفة لا بالمنطق"، وادعى أيضًا أن بارك كون كيه أصبحت هدفًا لمحاولتها تحسين العلاقات بين كوريا الجنوبية واليابان. اعتبر بعض كُتّاب المقالات الافتتاحية الكوريين الكتاب معاديًا لكوريا ومليئًا بالمشاعر الكارهة لها، كما اعتُبر الكتاب في كوريا على نطاق واسع "معاديًا لكوريا". دافع ماساتوشي موتو عن عنوان ومحتوى الكتاب، قائلاً إنه لم يكن المقصود منه التشهير بكوريا أو الكوريين، بل كان ببساطة نقدًا للسياسة والمجتمع والاقتصاد في كوريا الجنوبية.

وفي مقابلة له أجراها عام 2019، عارض ماساتوشي موتو بشدة حكم المحكمة العليا لكوريا الجنوبية عام 2018، والذي قضت فيه بمسؤولية إحدى الشركات اليابانية المتورطة في جرائم حرب وإلزامها بدفع تعويضات عن الحشد للعمل القسري، قائلًا: 
"إن مجرد صدور مثل هذا الحكم في هذه المرحلة أمر غير مفهوم. لن يكون هناك حكم كهذا في اليابان أبدًا."
وردًا على حكم المحكمة، ادعى ماساتوشي موتو أن وجود العديد من التقدميين العاملين في سلك القضاء الكوري، بل زعم إنهم أكثر عرضة لأن يصبحوا قضاة. لذلك كان هناك ميل قوي لدى القضاء الكوري لاتخاذ قرارات ذات توجهات يسارية. عندما سُئل ماساتوشي موتو في المقابلة نفسها حول هل يعتبر نفسه شخصًا يكره كوريا أم شخصًا ودودًا تجاهها، فقد أجاب: 
"قد يعتبرني الكوريون اليوم كارهًا لكوريا، لكنني أحمل في قلبي مزيجًا من الحب والكراهيةً لها."

## المؤلفات
صدر لماساتوشي موتو العديد من المؤلفات، ومن أهمها:
| تاريخ الإصدار | اسم الكتاب                                                                                    | الناشر       |
| ------------- | --------------------------------------------------------------------------------------------- | ------------ |
| 2015          | الحقيقة وراء الصراع الياباني الكوري الجنوبي                                                   | منشورات غوكو |
| 2016          | تحليل شامل لسفير ياباني: سوء تقدير كوريا الجنوبية الكبير                                      | منشورات غوكو |
| 2017          | لحُسن الحظ لم أولد كوريًا - تحذير من مون جاي إن كرئيس سيدمر العلاقات اليابانية الكورية الجنوبية | منشورات غوكو |
| 2019          | الكارثة التي تُدعى مون جاي إن - اقتراح لمواجهة الرئيس مون جاي إن المعزول عن المجتمع الدولي     | منشورات غوكو |
| 2020          | مؤامرات مون جاي إن: انكشفت - سرد مؤامرات الرئيس الديكتاتوري ومحاولة كشف هدفه                  | منشورات غوكو |

## التكريمات والجوائز
حصل ماساتوشي موتو في عام 2013 على وسام الاستحقاق من حكومة كوريا الجنوبية.